# Estación Caimanes
Caimanes fue una estación del ferrocarril que se hallaba dentro de la comuna de Los Vilos, en la región de Coquimbo de Chile. Fue parte del longitudinal norte, correspondiente al segmento entre la estación Cabildo y la estación Limáhuida, siendo parte del trayecto interior del longitudinal norte. No quedan restos de la estación.

## Historia
Con los planes del ferrocarril longitudinal entre estación Cabildo y estación Limáhuida en 1910, esta estación se encontraba planificada en la ruta.
Esta estación es parte del tramo con cremallera que partía desde la estación Palquico hacia el norte hasta llegar a la estación Socavón.
Ya para agosto de 1958 el segmento de la vía entre las estación Pedegua y estación Limáhuida no eran considerados como parte de la red ferroviaria del país.
Actualmente solo quedan restos de los andenes y cimientos de las estaciones.